# Harry Warburton
Harry Warburton (10 de abril de 1921-mayo de 2005) fue un deportista suizo que compitió en bobsleigh en las modalidades doble y cuádruple.
Participó en los Juegos Olímpicos de Cortina d'Ampezzo 1956, obteniendo una medalla de bronce en la prueba doble. Ganó tres medallas en el Campeonato Mundial de Bobsleigh, en los años 1954 y 1955.

## Palmarés internacional
| Juegos Olímpicos   | Juegos Olímpicos           | Juegos Olímpicos  | Juegos Olímpicos |
| Año                | Lugar                      | Medalla           | Prueba           |
| ------------------ | -------------------------- | ----------------- | ---------------- |
| 1956               | Cortina d'Ampezzo (Italia) | Medalla de bronce | Doble            |
| Campeonato Mundial |                            |                   |                  |
| Año                | Lugar                      | Medalla           | Prueba           |
| 1954               | Cortina d'Ampezzo (Italia) | Medalla de oro    | Cuádruple        |
| 1955               | Sankt Moritz (Suiza)       | Medalla de oro    | Doble            |
| 1955               | Sankt Moritz (Suiza)       | Medalla de plata  | Cuádruple        |